# 광개토대왕릉비

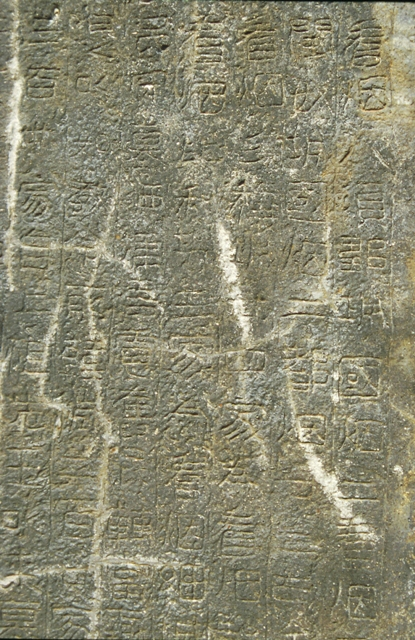
광개토대왕릉비

광개토대왕릉비

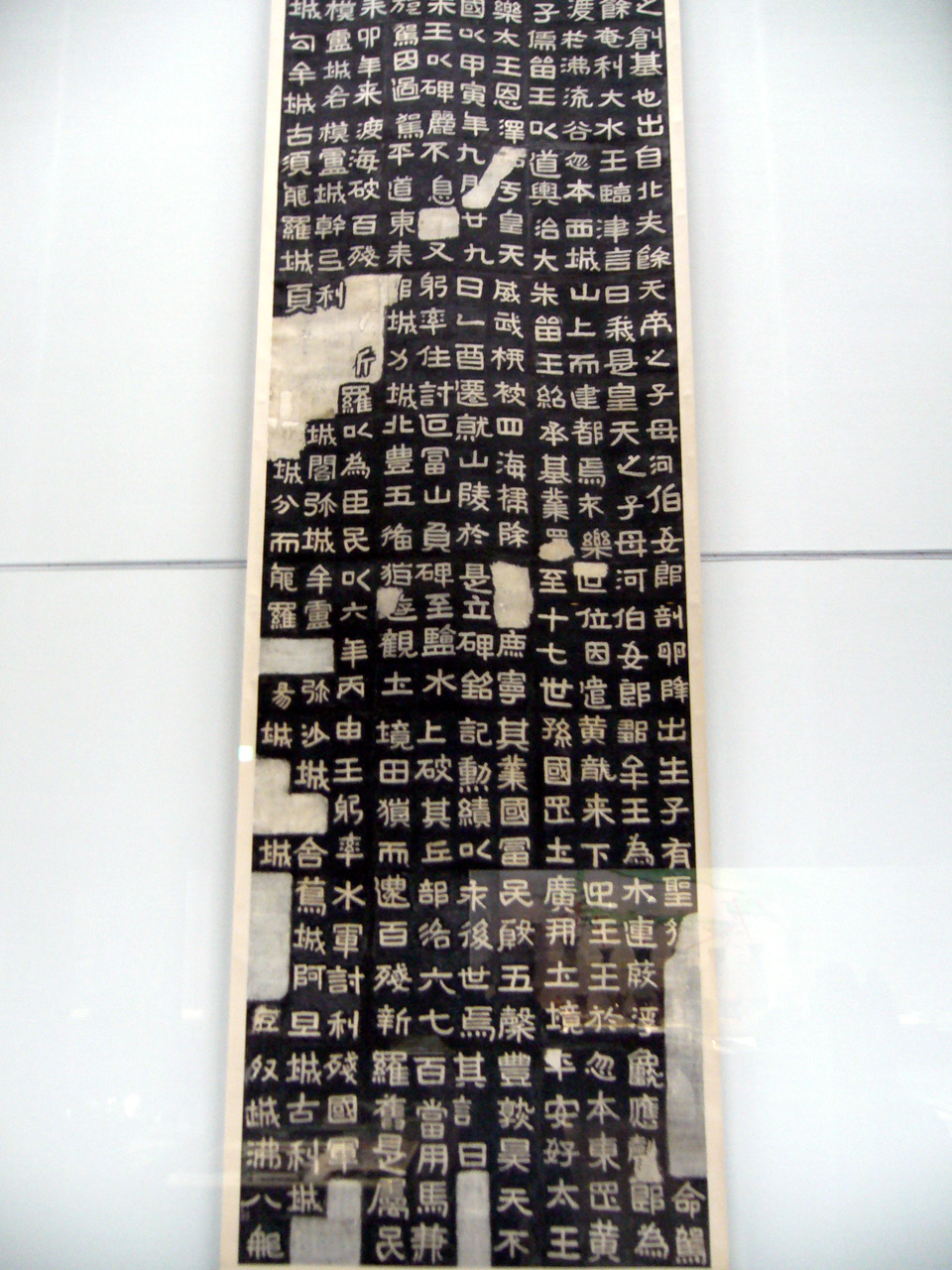
광개토대왕릉비의 탁본

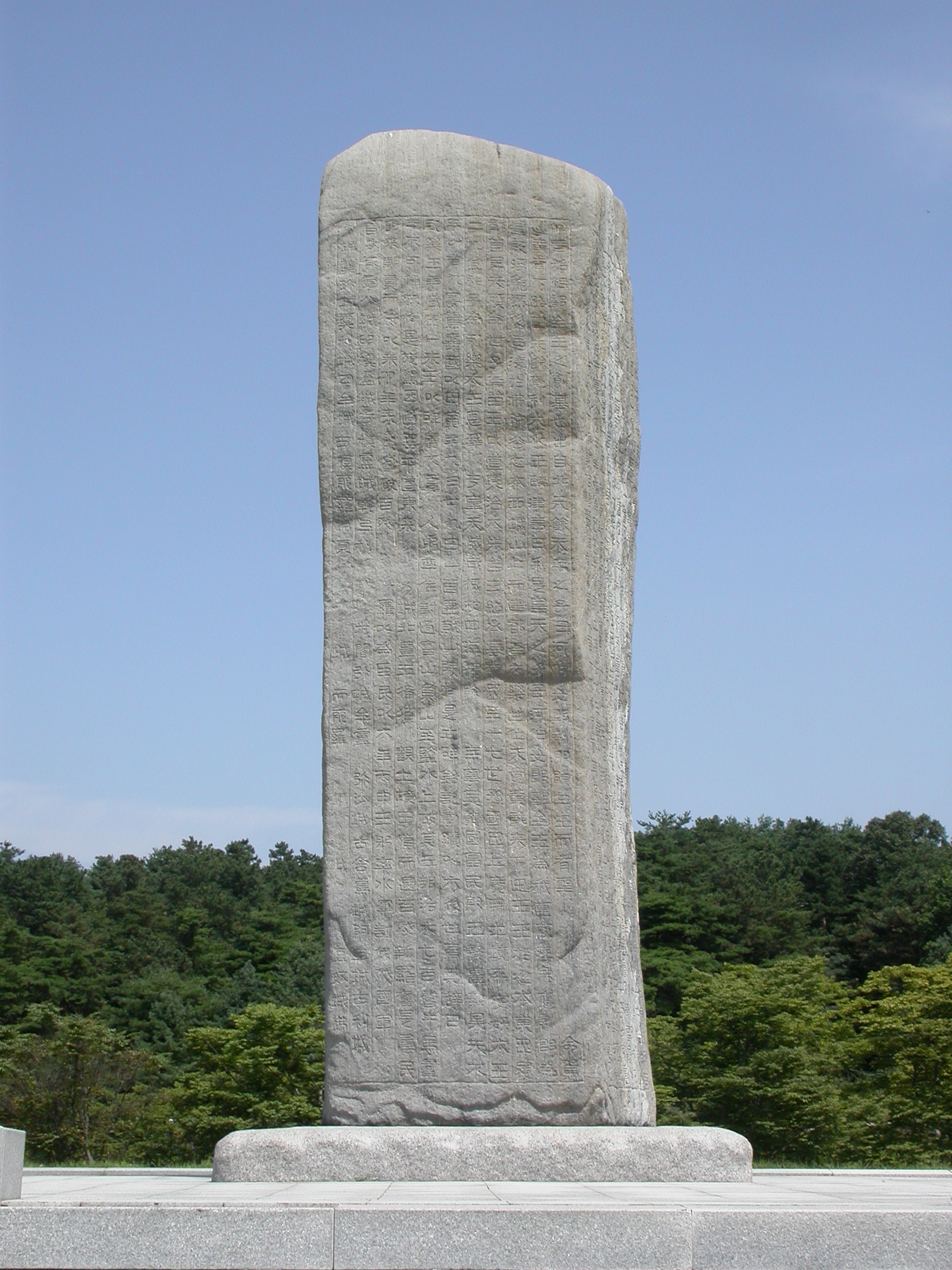
광개토대왕릉비 복제품

광개토대왕릉비(廣開土大王陵碑)는 현재 중화인민공화국 지린성 지안시(集安市) 태왕진(太王鎭, 중국어 간체자: 太王镇)에 있는 고구려 제19대 광개토대왕의 능비이다. 중국, 일본에서는 호태왕비(好太王碑)라 부른다.

## 개설
414년 광개토대왕의 아들 장수왕이 세웠으며, 응회암(凝灰岩) 재질로 높이가 약 6.39m, 면의 너비는 1.38~2.00m이고, 측면은 1.35~1.46m지만 고르지 않다. 대석은 3.35×2.7m이다.네 면에 걸쳐 1,775자가 화강암에 예서로 새겨져 있다. 그 가운데 150여 자는 판독이 어렵다. 내용은 대체로 고구려의 역사와 광개토대왕의 업적이 주된 내용이며, 고구려사 연구에서 중요한 사료(史料)가 된다. 또한 전한(前漢) 예서(隸書)의 서풍으로 기록되어 있어 금석문 연구의 좋은 자료가 된다.
이 비석은 조선 후기까지 금나라 황제의 비(碑)로 알려져 있었다. 그러다가 청의 봉금제도가 1880년대에 해제된 뒤에야 비로소 발견되었고, 1888년에 일본인 학자 요코이 다다나오가 쌍구가묵본(雙鉤加墨本)을 바탕으로 한 비문의 내용을 공개함으로써 세상에 알려졌다.

## 내용
비석이 발견된 소식이 알려지자 여러 서예가나 금석학자들이 탁본을 만들었는데, 사람들이 보다 정교한 탁본을 만들기 위해 불을 피워 비석 표면의 이끼를 제거하는 과정에서 비면의 일부가 훼손되었고, 또한 석회를 발라 비면을 손상시킴으로써 이후 연구에 논란을 일으켰다. 특히 광개토대왕릉비의 신묘년조는 아직도 큰 논란거리가 되고 있다.
비석은 대체로 세 부분으로 나뉜다. 고구려의 건국부터 광개토대왕까지의 역사를 다룬 첫째 부분은 묘비 제1면 1행에서 6행까지이다. 광개토대왕의 정복 전쟁을 기술한 둘째 부분은 제1면 7행부터 3면 8행까지이다. 능비의 건립 및 수묘인에 관한 마지막 부분은 제3면 8행부터 제4면 9행까지이다.

### 건국 역사와 광개토대왕의 생애
아! 옛날 시조 추모왕이 나라를 세우셨다. 왕은 북부여에서 나셨으며, 천제의 아들이고 어머니는 하백의 따님이시다. 알을 가르고 세상에 내려오시니, 날 때부터 성스러우셨다. □□□□□□ 명(命)에 길을 떠나 남쪽으로 내려가다가 부여의 엄리대수를 지나게 되어 왕께서 나루에서 말씀하셨다. "나는 천제의 아들이며 어머니는 하백의 따님인 추모왕이다. 나를 위하여 갈대를 연결하고 거북이들이 떠올라라." 이 말씀에 따라 즉시 갈대가 연결되고 거북이들이 떠올랐다. 그리하여 강을 건너 비류곡 홀본 서쪽 산 위에 성을 쌓고 도읍을 세우셨다. (왕은) 왕위에 낙이 없자 (하늘로) 사신을 보내시니, 황룡이 내려와 왕을 맞이하였다. 왕은 홀본 동쪽 언덕에서 용의 머리에 서서 승천하셨다. 세자로서 고명(顧命)을 이어받은 유류왕은 도(道)로써 나라를 다스렸고, 대주류왕(대무신왕)은 왕업을 계승하여 단단히 하셨다.
- 원문: 惟昔始祖鄒牟王之創基也. 出自北夫餘 天帝之子 母河伯女郎. 剖卵降世 生而有聖. □□□□□□命駕巡幸南下 路由夫餘奄利大水 王臨津言曰. "我是皇天之子 母河伯女郎 鄒牟王. 爲我連葭浮龜." 應聲即爲連葭浮龜. 然後造渡 於沸流谷忽本西 城山上而建都焉. 不樂世位 因遣 黃龍來下迎王. 王於忽本東[岡] 履龍首昇天. 顧命世子儒留王 以道興治 大朱留王 紹承基業.

17세손에 이르러 국강상광개토경평안호태왕이 열여덟 살(391년)에 왕위에 올라 칭호를 영락대왕(永樂大王)이라 하셨다. (왕의) 은택은 하늘까지 적시고 위무(威武)는 온 세상에 떨치셨다. (왕이) □□를 쓸어 없애니 백성이 그 생업을 평안히 하였다. 나라가 부강하고 백성이 윤택하며 오곡이 풍성하게 익었다. 하늘이 (우리 백성을) 어여삐 여기지 않아 서른아홉 살(412년)에 세상을 버리고 떠나셨다. 갑인년(414년) 9월 29일 을유(乙酉)일에 산릉(山陵)에 모시었다. 이에 비를 세우고 훈적을 기록해 후세에 알리고자 한다. 그 기록은 다음과 같다.
- 원문: 遝至十七世孫 國[岡]上廣開土境平安好太王 二九登祚 號爲永樂大王. 恩澤洽于皇天 武威振被四海. 掃除□□ 庶寧其業 國富民殷 五穀豊熟. 昊天不弔 卅有九寔駕棄國. 以甲寅年九月卄九日乙酉 遷就山陵. 於是立碑 銘記勳績 以示後世焉. 其詞曰.

### 정복전쟁 부분
395년 기사 : 영락 5년, 때는 을미년이었다. 왕은 패려(稗麗)가 사람들을 [붙잡아가 돌려보내지] 않자 몸소 군대를 인솔하고 토벌하였다. 부산(富山), 부산(負山)을 지나 염수(鹽水)의 상류에 이르러 3개 부락, 6~700개 영(營)을 격파하고, 노획한 소와 말, 양떼의 수가 헤아릴 수 없이 많았다. 이에 왕이 행차를 돌려 양평도를 지나 동으로 □성(□城), 역성, 북풍(北豊), 오비□(五備□)에 오면서 국경을 두루 살피며 사냥을 하고 돌아왔다.
- 원문: 永樂五年歲在乙未. 王以稗麗不□□人 躬率往討. 過富山負山 至鹽水上 破其三部洛六七百營 牛馬群羊不可稱數. 於是旋駕 因過襄平道 東來 □城,力城,北豊,五備□ 遊觀土境 田獵而還.

백잔(백제), 신라는 과거 속민으로 조공을 해왔었다. 이 문장 바로 다음의 해석은 논란이 있다. 논란 부분을 볼 것.
- 원문: 百殘新羅 舊是屬民 由來朝貢. 而倭以辛卯年來 渡海 破百殘□□新羅 以爲臣民.

396년 기사 : 영락 6년 병신년에 왕이 몸소 수군을 이끌고 잔국(백제)을 토벌하였다. (우리) 군은 영팔성, 구모로성, 각모로성, 간저리성, □□성, 각미성, 모로성, 미사성, □사조성, 아단성, 고리성, □리성, 잡진성, 오리성, 구모성, 고모야라성, 혈□□□□성, □이야라성, 전성, 어리성, □□성, 두노성, 비□□리성, 미추성, 야리성, 태산한성, 소가성, 돈발성, □□□성, 루매성, 산나성, 나단성, 세성, 모루성, 우루성, 소회성, 연루성, 석지리성, 암문□성, 임성, □□□□□□□리성, 취추성, □발성, 고모루성, 윤노성, 관노성, 삼양성, 증□성, □□노성, 구천성 등을 공취(攻取)하고, 그 도성(위례성)에 [다다랐다]. 백잔은 의(義)에 복종치 않고 감히 전투에 나섰다. 왕이 매우 노하여 아리수(한강)를 건너 군사를 보내 성을 공격하였고, (백잔군이) 소굴로 도망쳐 성을 포위하였다. 이에 백잔주(아신왕)가 곤핍(困逼)해져 남녀 생구(포로) 1천 명과 세포(細布) 1천 필을 바쳐 항복하고 스스로 "이제부터 영원토록 노객(신하)이 되겠습니다."라고 맹세하였다. 태왕은 앞의 잘못은 은혜로이 용서하고 뒤에 순종한 정성은 기특히 여겼다. 이때 58개 성, 7백개 촌을 얻었고, 백잔주의 동생과 대신 10인을 데리고 도성으로 개선했다.
- 원문: 以六年丙申 王躬率水軍討伐殘國. 軍□□首攻取 寧八城,臼模盧城,各模盧城,幹氐利城,□□城,閣彌城,牟盧城,彌沙城,□舍蔦城,阿旦城,古利城,□利城,雜珍城,奧利城,勾牟城,古模耶羅城,頁□□□□城,□而耶羅城,瑑城,於利城,□□城,豆奴城,沸□□利城,彌鄒城,也利城,太山韓城,掃加城,敦拔城,□□□城,婁賣城,散那城,那旦城,細城,牟婁城,于婁城,蘇灰城,燕婁城,析支利城,巖門□城,林城,□□□□□□□利城,就鄒城,□拔城,古牟婁城,閏奴城,貫奴城,彡穰城,曾□城,□□盧城,仇天城,□□□□□其國城. 殘不服義 敢出百戰. 王威赫怒 渡阿利水 遣刺迫城 □□歸穴□便圍城. 而殘主困逼 獻出男女生口一千人細布千匹 王自誓. "從今以後永爲奴客." 太王 恩赦先迷之愆 錄其後順之誠. 於是得五十八城村七百 將殘主弟幷大臣十人 旋師還都.

398년 기사 : 영락 8년 무술년, 한 부대의 군사를 보내 식신(숙신) 토곡을 순찰하도록 했다. 이때 막□라성(莫□羅城), 가태라곡의 남녀 3백여 명을 잡아왔다. 이때부터 (식신은) 조공하고 내부의 일을 여쭈었다.
- 원문: 八年戊戌 敎遣偏師觀[息]愼土谷. 因便抄得 莫□羅城,加太羅谷 男女三百餘人. 自此以來 朝貢論事.

399년 기사 : 영락 9년 기해년, 백잔이 맹세를 어기고 왜와 화통하였다. (이에) 왕이 평양으로 내려가 순시하였다. 그러자 신라가 사신을 보내 왕께 아뢰기를 "왜인이 신라의 국경에 들어차 성지(城池)를 부수고 노객(신하, 즉 신라 내물왕)을 왜의 민(民)으로 삼으려 하니 왕께 귀의해 구원을 청합니다."라고 하였다. 태왕은 은혜롭고 자애로와서 그 충성심을 갸륵히 여겨, 신라 사신을 보내면서 계책을 (알려주어) 돌아가 고하게 하였다.
- 원문: 九年己亥 百殘違誓與倭和通. 王巡下平穰. 而新羅遣使白王云. "倭人滿其國境 潰破城池 以奴客爲民 歸王請命." 太王恩慈 矜其忠誠 □遣使還告以□計.

400년 기사 : 영락 10년 경자년, (왕이) 보병과 기병 5만을 보내 신라를 구원하게 했다. 남거성(男居城)부터 신라성(경주)에 이르기까지 곳곳에 왜병이 가득하였다. 관군이 도착하자 왜적이 퇴각하여 그 뒤를 지체없이 쫓아 임나가라의 종발성에 이르니 성이 곧 항복하였다. (이에) 신라인을 배치하여 지키게 하였다. (관군이) 신라성, □성을 [차지하고] 왜구가 크게 무너지니 성(城)… ▨▨▨ 이하 71자 대부분은 글자 훼멸 때문에 알 수 없음. 대체로 고구려가 신라와 임나가라 지역에서 왜(倭)와 백제의 제(諸) 연합세력을 무너뜨리고 신라를 구원한 전쟁 성과의 구체적인 내용이 기록되었을 것으로 추정됨. ▨▨▨ 신라인을 배치하여 지키게 하였다. 과거 신라의 매금(이사금)은 직접 와서 여쭈지 않았는데, 국강상광개토경호태왕에 이르러 신라 매금이 [직접 와서 여쭈고] 조공하였다.
- 원문: 十年庚子 敎遣步騎五萬 往救新羅. 從男居城至新羅城 倭滿其中. 官軍方至 倭賊退 □□背急追 至任那加羅從拔城 城卽歸服. 安羅人戍兵. □新羅城□城 倭寇大潰 城▨▨▨盡□□□安羅人戍兵新□□□□其□□□□□□□言□□□□□□□□□□□□□□□□□□□□□□□□□□辭□□□□□□□□□□□□□潰□▨▨▨ 安羅人戍兵. 昔新羅寐錦未有身來論事 □國[岡]上廣開土境好太王 □□□□ 寐錦□□僕 勾□□□□朝貢.

404년 기사 : 영락 14년 갑진년, 그럼에도 왜가 법도를 어기고 대방(帶方, 황해도) 연안을 침입하였다. (왜는) [백잔군과 연합하여] 석성(石城)을 [공격하고] 연선(連船)을 [동원하였다]. 왕이 몸소 군사를 이끌고 나가 평양을 거쳐 □□에서 선봉이 서로 맞서게 되었다. 왕의 군대가 적의 길을 끊고 막아 좌우에서 공격하니 왜구가 궤멸되었고, 참살한 것이 무수히 많았다.
- 원문: 十四年甲辰 而倭不軌侵入帶方界. [和通殘兵]□石城□連船□□□. 王躬率□□ 從平穰□□□鋒相遇. 王幢要截盪刺 倭寇潰敗 斬殺無數.

407년 기사 : 영락 17년 정미년, 왕은 보병과 기병 5만을 출병시켰다. □□□□□□□□ 왕의 군대는 사방 포위작전을 펴서 모조리 살상하여 분쇄하였다. 노획한 갑옷(鎧鉀)이 1만여 벌이며, 그 밖에 군수물자는 그 수를 헤아릴 수 없이 많았다. 돌아오는 길에 사구성, 루성, □주성(□住城), □성, □□□□□□성을 격파하였다.
- 원문: 十七年丁未 敎遣步騎五萬. □□□□□□□□ [王]師[四方]合戰 斬煞蕩盡. 所獲鎧鉀一萬餘領 軍資器械不可稱數. 還破沙溝城婁城□住城□城□□□□□□城.

410년 기사 : 영락 20년 경술년, 동부여는 옛날 추모왕의 속민이었는데, 중도에 배반하여 조공을 하지 않았다. 왕이 몸소 군대를 이끌고 토벌에 나섰다. (우리) 군이 여성(餘城, 동부여의 도성)에 이르자, 동부여는 나라 전체가 두려워하며 [항복하였다]. 왕의 은덕이 (동부여) 전체에 두루 미치게 되자 돌아왔다. 또 이때 왕의 교화를 사모하여 관군을 따라 온 자는 미구루압로, 타사루압로, 숙사사압로, □□□압로였다. 대체로 헤아려 보니 공파(攻破)한 성(城)이 64개, 촌(村)이 1천400개였다.
- 원문: 廿年庚戌 東夫餘舊是鄒牟王屬民 中叛不貢. 王躬率往討. 軍到餘城 而餘[舉]國駭□□□□□□□□□. 王恩普覆 於是旋還. 又其慕化隨官來者 味仇婁鴨盧,卑斯麻鴨盧,椯社婁鴨盧,肅斯舍鴨盧,□□□鴨盧. 凡所攻破 城六十四 村一千四百.

### 묘지기에 관한 규정
묘지기 연호(烟戶) 수는 매구여(賣勾余)의 백성 가운데서 국연(國烟)이 2집 간연(看烟)이 3집, 동해고(東海賈)에서는 국연 3집 간연 5집, 돈성(敦城) 백성 가운데서는 4집 모두가 간연, 우성(于城)에서는 간연 1집, 비리성(碑利城)에서는 국연 2집, 평양성(平穰城) 백성 가운데서는 국연 1집 간연 10집, △연(△連)에서는 간연 2집, △성(△城)에서는 간연 2집, 안부련(安夫連)에서는 간연이 22집, 개곡(改谷)에서는 간연 3집, 신성(新城)에서는 간연 3집, 남소성(南蘇城)에서는 국연 1집이다.

새로 들어온 한(韓)과 예(穢) 가운데는 사수성(沙水城)에서는 국연 1집 간연 1집, 모루성(牟婁城)에서는 간연 2집, 두비압잠한(豆比鴨岑韓)에서는 간연 5집, 구모객두(勾牟客頭)에서는 간연 2집, 구저한(求底韓)에서는 간연 1집, 사조성(舍조城)의 한(韓)과 예(穢) 가운데서는 국연 3집, 간연 21집, 고모야라성(古模耶羅城)에서는 간연 1집, 막고성(莫古城)에서는 국연 1집 간연 3집, 객현한(客賢韓)에서는 간연 1집, 아단성(阿旦城)과 잡진성(雜珍城)에서는 합해서 간연 10집, 파노성(巴奴城)의 한(韓) 가운데서는 간연 9집, 구모로성(臼模盧城)에서는 간연 4집, 각모로성(各模盧城)에서는 간연 2집, 모수성(牟水城)에서는 간연 3집, 간저리성(幹저利城)에서는 국연 2집 간연 3집, 미추성(彌鄒城)에서는 구연 1집 간연 11집, 야리성(也利城)에서는 간연 3집, 두노성(豆奴城)에서는 국연 1집 간연 2집, 오리성(奧利城)에서는 국연 2집 간연 8집, 모추성(模鄒城)에서는 국연 2집 간연 5집이다.

백제 남쪽에 사는 한(韓) 가운데서는 국연 1집 간연 5집, 대산한성(大山韓城)에서는 간연 6집, 농매성(農賣城)에서는 국연 1집 간연 7집, 윤노성(閏奴城)에서는 국연 1집, 간연 22집, 고모루성(古牟婁城)에서는 국연 2집 간연 8집, 전성(전城)에서는 국연 1집 간연 8집, 미성(味城)에서는 간연 6집, 취자성(就咨城)에서는 간연 5집, 삼양성(삼穰城)에서는 간연 24집, 산나성(散那城)에서는 국연 1집, 나단성(那旦城)에서는 간연 1집, 구모성(勾牟城)에서는 간연 1집, 어리성(於利城)에서는 간연 8집, 비리성(比利城)에서는 간연 3집, 세성(細城)에서는 간연 3집이다.

국강상광개토경호태왕이 살아계셨을 때 말씀하시기를 "선조 왕들께서는 원근 지방에 사는 구민(舊民)들만 데려다가 무덤을 지키고 청소를 하게 하였다. 나는 구민(舊民)들이 점차 고달퍼져 열악하게 될까 걱정이 된다. 때문에 내가 죽은 뒤 내 무덤을 지킬 자들은 내 스스로 돌아다니며 직접 데리고 온 한(韓)족이나 예(穢)족 들에게 수호·청소하는 일을 맡게 하라"고 하셨다.

그러므로 말씀하신 대로 한족과 예족 220집을 데려오게 하였다. 그러나 이들이 (수묘)법칙을 모를까 염려되어 다시 구민(舊民) 110집을 데려와 새로 온 사람들과 합치니 묘지기 호수가 국연(國烟)30집, 간연(看烟) 300집이 되어 모두 330집이 되었다.

윗대 선조와 선왕(先王)이래 묘에 비석을 갖추지 못하여 묘지기 연호들이 착오를 일으켰다. 국강상광개토경호태왕은 선조와 선왕의 무덤에 모두 비석을 세우고 그 연호(烟戶)를 새겨 착오가 없도록 하셨다. 또 묘지기 제도를 제정하여 앞으로는 묘지기를 서로 팔아넘기지 못하게 하셨다. 아무리 부유한 사람일지라도 마음대로 사지 못하게 하고, 법령을 어기는 자 가운데서 파는 자는 벌주고 사는 자는 법을 만들어 그 자신이 묘지기가 되도록 하였다.

## 신묘년조 논란
신묘년조 논란은 영락 6년(396년) 기사 바로 앞에 실린 다음의 기록에서 시작된 논란이다. 이 부분의 내용은 신묘년(391년)에 일어난 구체적 사건을 적은 기사라기보다는 영락 6년(396년)부터 14년(404년)까지 사이에 이루어진 남진정책의 명분과 성과를 집약 기술한 집약문으로 추정되고 있다.
원문: 百殘新羅, 舊是屬民, 由來朝貢. 而倭以辛卯年, 來渡□破, 百殘□□[新]羅, 以爲臣民.

일본인 학자들은 비문의 내용이 알려진 1888년 이후 이 기사를 4세기 후반 진구 황후(신공황후)의 한반도 남부지역 정벌을 증명하는 증거라고 주장하고, 이는 임나일본부설로 이어졌다.
이에 대해 한학자이자 역사학자인 정인보 및 박시형, 이기백 등은 '도해파(渡海破)'의 주어를 고구려로 보아 "왜가 신묘년에 오니 바다를 건너가 격파하였다. 백잔은 [왜와 연합하여] 신라를 신민으로 삼으려 했다."로 해석하였다.
1970년대 초 재일 한국인 사학자 이진희는 비의 문자가 석회 도포로 조작되었다는 주장을 하여 큰 파문을 일으켰다. 이형구는 비석 자체를 검토한 바, '倭'라는 글자는 '後'를 조작한 것으로, '來渡海破'라는 글자는 '不貢因破'를 조작한 것으로 주장하여, 비문을 "신묘년 이래 (백제와 신라가) 조공을 하지 않으므로, 백잔과 신라를 치고 신민으로 삼았다."라고 해석했다. 김병기는 서예학의 시각에서 '渡海破(도해파)' 부분이 정상 비문과 다르며, 획의 부분을 따졌을 때, 원래 글자는 '入貢于(입공우)'라고 주장했고, 중국의 경철화(耿鐵華)는 '來渡海破'의 海에서, 부수인 삼수변(氵)이 종선 밖의 부분에 위치 있음을 통해 海가 아니라 '每'라고 주장했다.
2020년에는 기존 주장들의 문제점을 비판하고 새로운 해석을 제시한 연구가 나왔다. 이 논문에 따라 위 문장을 해석하면 '백잔(=백제)와 신라는 예부터 속민으로 계속 조공했다. 그런데 왜가 신묘년에 (바다를 넘어) ▨破로 건너오자 백잔(=백제)은 (왜와 연결[또는 이용]해서) [신]라를 (쳐서) 신민으로 삼았다[또는 삼으려고 했다].'가 된다.
2024년에는 이 문장 자체를 아예 허구로 보는 견해가 제출되었다. 이는 새로운 주장이 아니다.

## 동북공정 프로젝트
중국은 동북공정과 통일후 동북 3성을 되찾지 못하게하고 조선족이 독립해서 한국으로 편입하는것을 막으려고 광개토태왕비도 가까이 가서 확인하지 못하도록 유리와 지붕으로 막아놓고 사진촬영도 하지 못하도록 한다.

## 복제비
대한민국 경기도 구리시 교문2동에 원본의 크기와 내용을 그대로 구현해놓은 구리 광개토대왕비가 있다.

## 관련 작품
- 일본의 만화가 야스히코 요시카즈의 작품 《하늘의 혈맥》(天の血脈)은 고구려 광개토대왕릉비를 둘러싼 일본군 참모본부의 음모가 작중 주요 줄거리가 되고 있다.
- 광개토대왕

## 같이 보기
- 광개토대왕
- 충주 고구려비
- 지안 고구려비
- 임나일본부
- 장수왕
- 아신왕
- 고구려
- 백제
- 신라
- 가야
- 부여
- 왜
- 삼한정벌
- 삼국 시대